# Портрет мадам Рекамье (картина Давида)
«Портрет мадам Рекамье» — картина французского художника Жака Луи Давида, написанная им в 1800 году. Портрет был приобретён из мастерской Давида в 1826 году и в настоящее время находится в 75-м зале на 1-м этаже галереи Денон в Лувре. Код: INV. 3708.

## Исторические условия и обстоятельства создания картины
Формирующиеся черты нового стиля французской Империи в самом начале XIX века живописец Жак Луи Давид отразил в двух портретах знаменитых дам парижского высшего света: Мадам де Вернинак (1799) и Мадам Рекамье (1800). Период смуты и неясных ожиданий между террором революции и установлением империи отразил «стиль Директории», названный по короткому правлению Директории 1795—1799 годов. Этот стиль считают разновидностью неоклассицизма, только более сурового и аскетичного, чем классицистические модификации предыдущей эпохи королевского правления. Его сменил стиль периода Консульства, правления трёх консулов во главе с Наполеоном Бонапартом (1799—1804). В интерьерах того времени господствовали белый и серый цвета с небольшой позолотой мебели и картинных рам. По рисункам Давида и его ученика П.-Л. Моро мастер-мебельщик Ж. Жакоб изготавливал мебель, восходящую к находкам в раскопках Геркуланума и Помпей. Женщины стали носить платья, стилизованные под античные туники. Давид в этот период посредством своих картин стал диктовать моду в одежде, оформлении интерьеров и мебели, и даже в дамских причёсках и манере поведения. «Никогда ещё не была столь велика роль одного художника, причём не архитектора или декоратора, а живописца, в создании стиля жизни целой исторической эпохи».
Хозяйка блестящего парижского салона Жюли Рекамье заказала Давиду свой портрет. Он принялся за работу, однако постоянно не был удовлетворён условиями, в которых приходилось писать. По его словам, комната то была слишком тёмной, то свет исходил из слишком высокой точки. Работа шла настолько медленно, что мадам Рекамье не выдержала и предложила ученику Давида, живописцу Франсуа Жерару закончить портрет. Рассерженный Давид советовал Жерару принять предложение, а когда Жюли Рекамье в следующий раз пришла в Лувр, чтобы позировать Давиду, он сообщил ей: «У женщин есть свои капризы, а у художников свои. Позвольте мне удовлетворить мой каприз: я оставлю ваш портрет в его теперешнем состоянии». Картина осталась незаконченной в некоторых деталях, в частности остался недописанным фон картины. Давид об этом сожалел. Несмотря на эту внезапную остановку, «Портрет мадам Рекамье» в мягкой жёлто-голубой гамме является прекрасным примером мастерства Давида.

## Композиция и стиль
«Портрет мадам Рекамье» замечателен простотой композиции, которую Давид так ценил в греческом искусстве. Художник изобразил мадам Рекамье «на римский манер», в тунике «à la antique», босиком, полулежащей на кушетке с плавно изогнутым изголовьем и скамеечкой для ног. Её волосы обвязаны лентой, из-за которой несколько локонов спадают на лоб. Давид изобразил мадам Рекамье в позе сладострастной одалиски, но, несмотря на это, фигура сохраняет простоту и изящество. Жюли Рекамье было 23 года, когда работа над картиной была прекращена.
Кушетку по рисунку Давида с античного рельефа выполнил Жорж Жакоб Старший. В дальнейшем такая мебель постоянно фигурировала в мастерских художников и парижских салонах. Рядом с кушеткой изображён высокий торшер в «помпейском стиле». На похожем кресле, также работы Жакоба по рисунку Давида, изображена мадам Рекамье на другом знаменитом портрете работы Франсуа Жерара (1802).
Мебельщик Ж. Жакоб с началом эпохи ампира стал сотрудничать с Шарлем Персье и Пьером Фонтеном, придворными архитекторами-декораторами Наполеона Бонапарта. Он и далее выполнял заказы мадам Рекамье. Слово «рекамье» со временем стало символом, олицетворявшим хороший вкус, образованность и «новый парижский стиль». Этим словом стали называть похожие кушетки и вообще многие предметы ставшего модным в Париже «стиля рекамье»: платья, подпоясанные высоко под грудью «à la antique», причёски, ювелирные украшения — серьги, кулоны, бант-склаважи, светлые ткани и драпировки — всё, что ассоциировалось со знаменитым салоном.

## Интересные факты
- Тип кушетки, на которой возлежит мадам Рекамье, после написания картины стал называться её именем — рекамье[6].
- Картина была воспроизведена Рене Магриттом в 1955 году под названием «Перспектива мадам Рекамье» (Perspective: Madame Récamier de David); фигуру героини на ней заменяет гроб.
- На известной фотографии британского фальсификатора произведений искусства Эрика Хобберна он изображён за созданием копии картины «Портрет мадам Рекамье» по её фотографии